# Regeringen Anker Jørgensen V
Regeringen Anker Jørgensen V var Danmarks regering 30. december 1981 – 10. september 1982
Ændring den 27. april 1982.
Regeringen bestod af følgende ministre fra Socialdemokratiet:
- Statsminister: Anker Jørgensen,
- Udenrigsminister: Kjeld Olesen,
- Finansminister: Knud Heinesen,
- Økonomiminister: Ivar Nørgaard,
- Industriminister: Erling Jensen,
- Undervisningsminister: Dorte Bennedsen,
- Minister for kulturelle anliggender og minister for nordiske anliggender: Lise Østergaard,
- Forsvarsminister: Poul Søgaard,
- Arbejdsminister: Svend Auken,
- Boligminister: Erling Olsen,
- Fiskeriminister: Karl Hjortnæs,
- Energiminister: Poul Nielson,
- Indenrigsminister: Henning Rasmussen,
- Miljøminister: Erik Holst,
- Justitsminister: Ole Espersen,
- Kirkeminister og minister for Grønland: Tove Lindbo Larsen,
- Landbrugsminister: Bjørn Westh,
- Minister for skatter og afgifter: Mogens Lykketoft,
- Minister for offentlige arbejder: Jens Kristian Hansen,
- Socialminister: Bent Hansen til 27. april 1982, derefter Bent Rold Andersen.